# 沖縄県高等学校の廃校一覧
沖縄県高等学校の廃校一覧（おきなわけんこうとうがっこうのはいこういちらん）とは、沖縄県の廃校となった高等学校の一覧。対象となるのは学制改革（1948年）以降に廃校となった高等学校と分校である。名称は廃校当時のもの。廃校時に属していた自治体が合併により消滅している場合は現行の自治体に含める。また、現在休校中の学校は公式には存続していることとなっているが、休校中の学校は事実上廃校となっている場合が多いため、便宜上本項に記載する。

## 公立高等学校

### 名護市
- 沖縄県立名護商業高等学校（2007年北部工業高と統合し沖縄県立名護商工高等学校となり、2009年完全移行）[1]
- 沖縄県立北部工業高等学校（2007年名護商業高と統合し名護商工高となり、2009年完全移行）[1]

### 宮古島市
- 沖縄県立宮古農林高等学校（2008年翔南高と統合し沖縄県立宮古総合実業高等学校へ）[2]
- 沖縄県立翔南高等学校（2008年宮古農林高と統合し宮古総合実業高へ）[2]
- 沖縄県立伊良部高等学校（2021年）[3]

## 私立高等学校

### 那覇市
- 沖縄女子短期大学附属高等学校（2008年休校）

### 沖縄市
- 中央高等学校（1984年、跡地と施設は沖縄県立球陽高等学校へ）